# بليك جدعون
بليك جدعون (بالإنجليزية: Blake Gideon)‏ هو لاعب كرة قدم أمريكية أمريكي، ولد في 25 يوليو 1989 في دى ليون في الولايات المتحدة.

## وصلات خارجية
- بليك جدعون على موقع مرجع كرة القدم المحترفة.كوم (الإنجليزية)